# Profecia de Berchán
La Profecia de Berchán és un poema històric irlandès escrit durant el segle xii. El text, amb algunes còpies més recents, es conserva a la Royal Irish Academy amb la referència MS 679 (23/G/4). El text el componen 204 estrofes, dues de les quals (les 128 et 168) estan inclompetes.
El poema, escrit en irlandès mitjà, es divideix en dues parts. L'autor de la primera part (les estrofes que van de la 1 a la 96) va ser suposadament un abat irlandès anomenat Berchán, que ha donat el nom al poema. Aquesta part parla de la història del monestir de Berchán, dels atacs víquings i d'una descripció del regnat de 19 reis irlandesos.
La segona part (les estrofes 97-206), és una profecia anònima construïda al voltant de la mort de Sant Patrici, al segle V, on s'hi prediu la vida de Sant Columba d'Iona, del rei Áedan de Dál Riata i de 24 reis escocesos, des de Kenneth I (mort el 858) fins a Donald III (mort el 1097). El poema és molt vague amb els reis escocesos i utilitza un gran nombre d'imatges i de comparacions poètiques obscures. A diferència dels reis irlandesos de la primera part, en aquesta segona part no hi ha glosses al poema que acompanyin els noms dels reis. Tanmateix, els reis escocesos citats es poden identificar i converteixen el document en un testimoni molt útil.
Aquest poema és una de les fonts més importants de la història escocesa d'aquest període.